# ثيودور (بطريرك أنطاكية للسريان الأرثوذكس)
ثيودوروس كان بطريركًا للسريان الأرثوذكس في أنطاكية، بدأت ولايته بين عامي 649 و651 وانتهت بوفاته بين عامي 664 و667.
بحسب ابن العبري، كان ثيودور راهبًا في صحراء الإسقيط في مصر ثم انتقل لاحقًا إلى دير قنشر في الشام. كُرس بطريركًا لأنطاكية من الأسقف إبراهيم من حمص. تختلف المصادر حول تاريخ تكريس ثيودور كبطريرك، حيث وضعه ابن العبري في كتابه "التاريخ الكنسي" في كانون الأول 649، بينما يرجع تاريخ زوكنين التكريس إلى 650/1. واستمر في الإقامة في قنشري طوال مدة ولايته بطريركًا.
تروي سيرة ثيودوتوس الأميدي [الإنجليزية] أنه عندما كان الشاب ثيودوتوس، راهب قنشري، يستعد لمغادرة الدير، أقنعه ثيودور بإطالة إقامته لمدة عام لأنه توقع أن موته يقترب. بقي ثيودوتوس في قنشري حتى وفاة ثيودور، وحضر جنازة البطريرك قبل أن يقوم بالحج إلى الأرض المقدسة ومصر. وتشير السيرة أيضًا إلى أن البطريرك كان موضع حزن من المسيحيين والمسلمين على حد سواء؛ حيث كانت له علاقات جيدة مع الطرفين. وفقًا لسجل زوكنين، وكذلك سجل 819 وسجل 846، فإن وفاة ثيودور كانت في 664/5، بينما يُرجع ابن العبري تاريخها إلى 666/7 م.

## فهرس
المصادر الأولية
- Bar Hebraeus (2018). Ecclesiastical History. ترجمة: Marianna Mazzola. PSL Research University. مؤرشف من الأصل في 2022-05-20. اطلع عليه بتاريخ 2020-05-31.

المصادر الثانوية
- Palmer، Andrew (1990). Monk and Mason on the Tigris Frontier: The Early History of Tur Abdin. Cambridge University Press.
- Palmer، Andrew، المحرر (1993). The Seventh Century in the West Syrian Chronicles. Liverpool University Press.
- Tannous، Jack B. (2018). The Making of the Medieval Middle East: Religion, Society, and Simple Believers. Princeton University Press.